# Amadeo Silva-Tarouca
Amadeo Silva-Tarouca (* 14. Juli 1898 in Pruhonitz; † 21. November 1971 in St. Agnes bei Völkermarkt) war ein österreichischer Philosoph.

## Leben
Er gehörte zum mährischen Adelsgeschlecht Silva-Tarouca, sein Vater war Ernst Emanuel von Silva-Tarouca. Er besuchte das Jesuitenkollegium Kalksburg und diente von seinem achtzehnten Lebensjahr bis zum Ende des Ersten Weltkrieges bei den Kaiserjägern. Nach dem Ende des Ersten Weltkrieges studierte er in Innsbruck, Rom und Prag neben Philosophie und Psychologie vor allem Geschichte und Kunstgeschichte. 1922 wurde er in Innsbruck zum Dr. phil. promoviert. Nach der Habilitation dort 1946 wurde er Professor in Graz 1948.

## Veröffentlichungen (Auswahl)
- Totale Philosophie und Wirklichkeit , Freiburg im Breisgau : Herder, 1937
- Die Logik der Angst. Wien 1953, OCLC 905559663.
- Philosophie im Mittelpunkt. Entwurf einer Ontophänomenologie. Wien 1957, OCLC 898706305.
- Gesammelte Abhandlungen. Probleme des Alltags. Graz 1978, ISBN 3-201-01057-X.
- Philosophie in Anekdoten oder das Kamel in der Wüste. Klagenfurt 1993, ISBN 3-85378-412-7.